# Список глав Литвы

Штандарт президента Литвы

Список глав Литвы включает лиц, являвшихся главой государства Литвы со времени консолидации литовских земель в Великое княжество Литовское около 1236 года, просуществовавшее до раздела территории Речи Посполитой (в которую оно входило с 1569 года) соседними государствами в 1795 году. Далее список продолжается главами независимой Литовской Республики, созданной в 1918 году и просуществовавшей до провозглашения Литовской ССР в 1940 году и её последующего присоединения к СССР. Следующий отражённый в списке период начинается с провозглашения восстановления независимости Литовской Республики в 1990 году до настоящего времени.
Согласно действующей конституции, вступившей в силу 2 ноября 1992 года, главой государства является Президент Литовской Республики (лит. Lietuvos Respublikos Prezidentas), символизирующий единство нации, ограниченно осуществляющий управление страной и следящий за исполнением демократических норм государственными органами. Президент избирается всенародным тайным голосованием на 5 лет и не может занимать пост более двух сроков подряд. Если в первом туре голосования ни один кандидат не получил необходимые для избрания голоса более половины избирателей, проводится повторное голосование по двум набравшим наибольшее число голосов кандидатам, в котором для избрания достаточно простого большинства полученных голосов. На период президентства глава государства обязан приостановить своё членство в политических партиях и организациях. В случае временной нетрудоспособности президента его обязанности исполняет председатель Сейма Литвы.
Использованная в первом столбце таблиц нумерация является условной; также условным является использование в первом столбце цветовой заливки, служащей для упрощения восприятия принадлежности лиц к различным политическим силам без необходимости обращения к столбцу, отражающему партийную принадлежность. Наряду с партийной принадлежностью (для президентов с 1993 года — принадлежностью до приостановления членства), в столбце «Партия» также отражён беспартийный статус персоналий. В таблицах в столбце «Выборы» отражены состоявшиеся выборные процедуры или иные основания получения полномочий. Для удобства список разделён на принятые в историографии периоды истории страны. Приведённые в преамбулах к каждому из разделов описания этих периодов призваны пояснить особенности её политической жизни. До 5 (15) октября 1582 года, когда Речь Посполитая перешла на григорианский календарь, приведены юлианские даты.

## Великое княжество Литовское (1236—1795)

### Самостоятельное княжество (1236—1569)
В XII—XIII веках на территории современной Литвы стали появляться земли — предгосударственные образования во главе с князьями. К началу XIII века сформировалась конфедерация литовских земель — Лиетува (лит. Lietuva, Литовская земля лит. Lietuvos žemė). Около 1236 года после победы жемайтов над меченосцами во главе Лиетувы утвердился великий князь Миндовг, считающийся первым единоличным правителем Великого княжества Литовского (з.-рус. Великое Князство Литовъское, лат. Magnus Ducatus Lituaniae). В 1251 году Миндовг принял католичество, а в 1253 году коронован как король Литвы (ненаследственный титул).
Конец XIII—XIV века характеризуются масштабным политическим и территориальным ростом Литвы за счёт присоединения русских земель. Власть в великом княжестве к концу XIII века перешла к династии Гедиминовичей, среди которых ключевыми фигурами стали Витень, Гедимин и Ольгерд. Они активно участвовали в политической борьбе на Руси, заключали династические союзы с Рюриковичами и предпринимали походы на Москву, хотя без существенного успеха. Однако после смерти Ольгерда в 1377 году началась борьба за власть между Ягайло и Кейстутом, завершившаяся победой первого, но вызвавшая новый конфликт с сыном Кейстута — Витовтом. Последний вступил в союз с Тевтонским орденом, что привело к войне, закончившейся компромиссным Островским соглашением 1392 года. Витовт получил управление Литвой, сохранив её самостоятельность от Польши.
После смерти Витовта в Литве разрозилась гражданская война, завершившаяся соглашением с наследником польской короны Казимиром Ягеллончиком, занявшим литовский престол в 1440 году. Правление Казимира I сопровождалось усилением влияния литовской знати, которая фактически управляла княжеством от имени малолетнего князя. В 1447 году была установлена личная уния с Польшей, что только усилило напряжённость между государствами из-за нерешённых территориальных претензий и вопросов политико-правовых взаимоотношений. Рост роли знати продолжился при преемниках Казимира I — Александре, Сигизмунде II и Сигизмунде III. В 1492 году были зафиксированы привилегии, усилившие власть панской рады. Со временем власть в Литве перешла к панам, что закрепил первый Литовский статут 1529 года. Судебные и административные реформы 1560-х годов консолидировали шляхту и панов, что привело к созданию сеймиков и укреплению местного самоуправления. Окончательное объединение двух государств закрепилось лишь в 1569 году через Люблинскую унию. Литва стала частью федеративного государства Речи Посполитой.
| Портрет                                                                                           | Имя (годы жизни)                                              | Правление       | Правление        | Династия                                      | Пр.    |
| Портрет                                                                                           | Имя (годы жизни)                                              | Начало          | Окончание        | Династия                                      | Пр.    |
| ------------------------------------------------------------------------------------------------- | ------------------------------------------------------------- | --------------- | ---------------- | --------------------------------------------- | ------ |
|                                                                                                   | Миндовг (1203—1263) лит. Mindaugas                            | 1236            | 12 сентября 1263 | Миндовги лит. Mindaugaičiai                   | [ 4 ]  |
|                                                                                                   | Тройнат (1210—1264) лит. Treniota                             | 1263            | 1264             | Миндовги лит. Mindaugaičiai                   | [ 5 ]  |
|                                                                                                   | Войшелк (?—1268) лит. Vaišelga                                | 1264            | 1267             | Миндовги лит. Mindaugaičiai                   | [ 6 ]  |
|                                                                                                   | Шварн (1226—1269) лит. Švarnas                                | 1267            | 1269             | Мономаховичи лит. Monomachovičiai             | [ 7 ]  |
|                                                                                                   | Тройден (?—1282) лит. Traidenis                               | 1269            | 1282             | Миндовги лит. Mindaugaičiai                   | [ 8 ]  |
|                                                                                                   | Будикид (?—1290) лит. Butigeidis                              | 1282            | 1290             | Гедиминовичи лит. Gediminaičiai               | [ 9 ]  |
|                                                                                                   | Будивид (?—1294) лит. Butvydas                                | 1290            | 1294             | Гедиминовичи лит. Gediminaičiai               | [ 10 ] |
|                                                                                                   | Витень (?—1316) лит. Vytenis                                  | 1294            | 1316             | Гедиминовичи лит. Gediminaičiai               | [ 11 ] |
|                                                                                                   | Гедимин (1275—1341) лит. Gediminas                            | 1316            | декабрь 1341     | Гедиминовичи лит. Gediminaičiai               | [ 12 ] |
|                                                                                                   | Явнут (1301—1366) лит. Jaunutis                               | декабрь 1341    | февраль 1345     | Гедиминовичи лит. Gediminaičiai               | [ 13 ] |
|                                                                                                   | Ольгерд (1296—1377) лит. Algirdas                             | февраль 1345    | 2 мая 1377       | Гедиминовичи лит. Gediminaičiai               | [ 14 ] |
|                                                                                                   | Ягайло (1351—1434) лит. Jogaila                               | 2 мая 1377      | 10 августа 1381  | Гедиминовичи лит. Gediminaičiai               | [ 15 ] |
|                                                                                                   | Кейстут (1297—1382) лит. Kęstutis                             | 10 августа 1381 | 3 августа 1382   | Гедиминовичи лит. Gediminaičiai               | [ 16 ] |
|                                                                                                   | Владислав I (1351—1434) лит. Vladislovas I                    | 3 августа 1382  | 5 августа 1392   | Гедиминовичи лит. Gediminaičiai               | [ 15 ] |
|                                                                                                   | Витовт (?—1430) лит. Vytautas                                 | 5 августа 1392  | 27 октября 1430  | Гедиминовичи лит. Gediminaičiai               | [ 17 ] |
|                                                                                                   | Владислав I (1351—1434) лит. Vladislovas I                    | 27 октября 1430 | 7 ноября 1430    | Гедиминовичи лит. Gediminaičiai               | [ 15 ] |
|                                                                                                   | Болеслав (?—1452) лит. Boleslovas                             | 7 ноября 1430   | 1 сентября 1432  | Гедиминовичи лит. Gediminaičiai               | [ 18 ] |
|                                                                                                   | Сигизмунд I (1365—1440) лит. Žygimantas I                     | 1 сентября 1432 | 20 марта 1440    | Гедиминовичи лит. Gediminaičiai               | [ 19 ] |
| С 20 марта по 29 июня 1440 года — под управлением Господского совета (лит. Viešpačių taryba)      |                                                               |                 |                  |                                               |        |
|                                                                                                   | Казимир I (1427—1492) лит. Kazimieras I пол. Kazimierz IV     | 29 июня 1440    | 7 июня 1492      | Ягеллоны пол. Jagiellonowie лит. Jogailaičiai | [ 20 ] |
| С 7 июня по 30 июля 1492 года — под управлением Господского совета (лит. Viešpačių taryba)        |                                                               |                 |                  |                                               |        |
|                                                                                                   | Александр (1461—1506) лит. Aleksandras пол. Aleksander        | 30 июля 1492    | 19 августа 1506  | Ягеллоны пол. Jagiellonowie лит. Jogailaičiai | [ 21 ] |
| С 19 августа по 20 октября 1506 года — под управлением Господского совета (лит. Viešpačių taryba) |                                                               |                 |                  |                                               |        |
|                                                                                                   | Сигизмунд II (1467—1548) лит. Žygimantas II пол. Zygmunt I    | 20 октября 1506 | 1 апреля 1548    | Ягеллоны пол. Jagiellonowie лит. Jogailaičiai | [ 22 ] |
|                                                                                                   | Сигизмунд III (1520—1572) лит. Žygimantas III пол. Zygmunt II | 1 апреля 1548   | 1 июля 1569      | Ягеллоны пол. Jagiellonowie лит. Jogailaičiai | [ 23 ] |

### В составе Речи Посполитой (1569—1795)

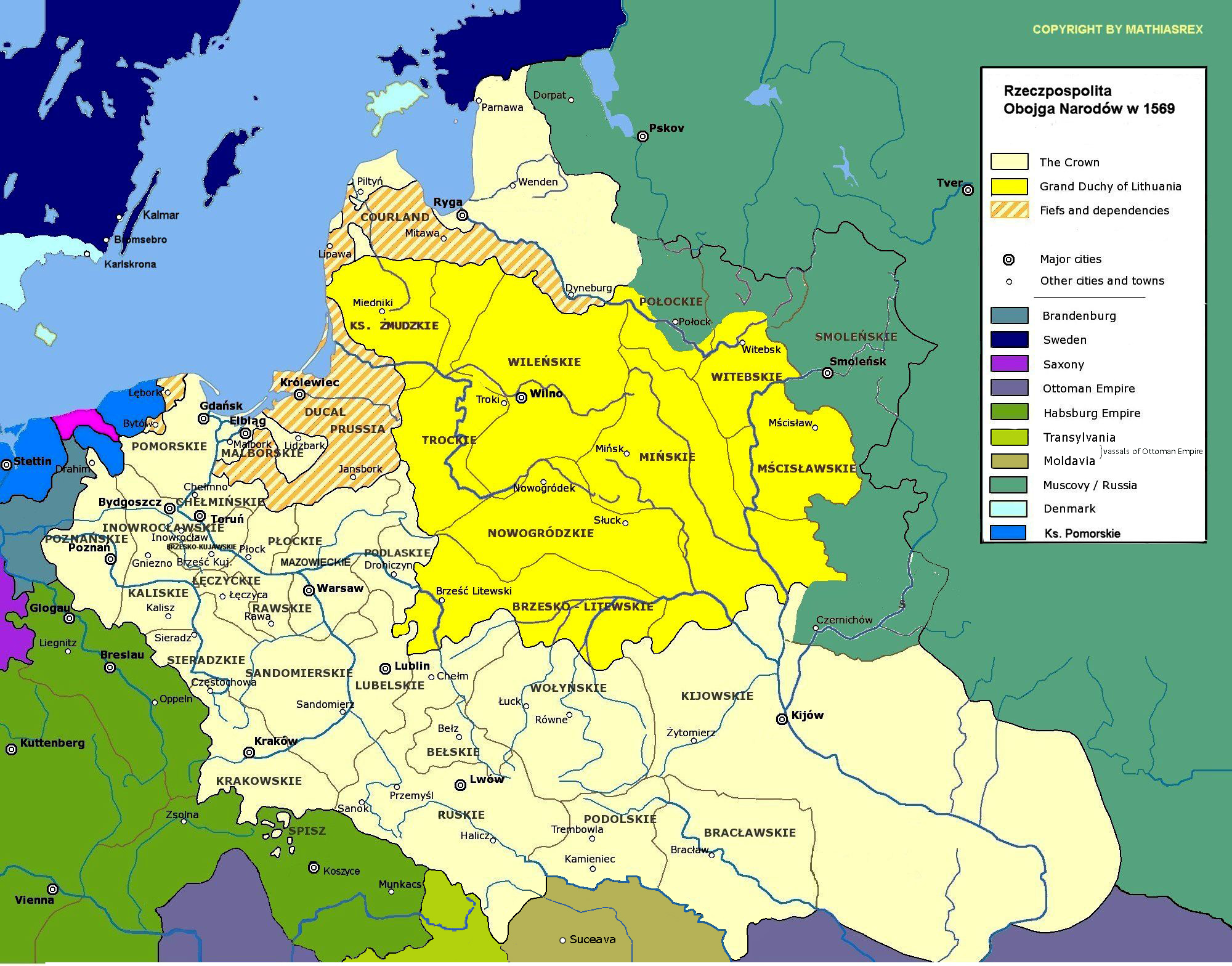
Речь Посполитая на момент заключения Люблинской унии:
Великое княжество Литовское (Литва)
Королевство Польское (Корона)

1 июля 1569 года была оформлена Люблинская уния, в соответствии с которой Великое княжество Литовское и Королевство Польское были объединены в федеративное государство — Речь Посполитую. В 1572 году после пресечения династии Ягеллонов в период первого бескоролевья (временным главой государства являлись великий маршалок в Литве и интеррекс в Польше) было принято решение провести выборы нового монарха среди всего шляхетского населения. Королём был избран Генрих Валуа, который, несмотря на присягу, тайно покинул страну, уехав во Францию. Следующим на трон взошёл трансильванский князь Стефан Баторий, попытавшийся укрепить королевскую власть. Его политику продолжил Сигизмунд III, являвшийся сторонником абсолютистского правления при опоре на приближённых магнатов и высшее духовенство. Попытка короля отказаться от практики использования либерум вето (принятия единогласного решения монарха и сейма), увеличить армию и пополнить казну спровоцировала восстание (рокош) Николая Зебжидовского, переросшее в гражданскую войну. Внешнеполитическая ситуация в Речи Посполитой обострилась при Яне II. Начавшееся в январе 1648 года восстание гетмана Богдана Хмельницкого и последующая сецессия его земель (Гетманщины) сопровождались конфликтами с Трансильванией, Россией (русско-польская война) и Швецией (Северная война), после которых страна была разорена.
В 1772 году был инициирован раздел территории Речи Посполитой между Российской империей, Австрийским эрцгерцогством и Прусским королевством. За этим последовал процесс внутренних реформ в стране. Были сформированы Постоянный совет и Эдукационная комиссия, началось создание регулярной армии. 3 мая 1791 года была принята конституция, создавшая единые органы государственной власти и фактически ликвидировавшая Великое княжество Литовское. Противниками реформ была создана пророссийская Тарговицкая конфедерация. В 1793 году Россия ввела войска в Речь Посполитую, после чего был проведён второй раздел страны. В 1794 году против данной политики вспыхло восстание, которое вскоре было подавлено, а страна подверглась в 1795 году третьему окончательному разделу между Россией, Австрией и Пруссией. Через месяц после раздела, 25 ноября, король Польши и великий князь литовский Станислав II отрёкся от престола.
| Портрет | Имя (годы жизни)                                                             | Правление        | Правление        | Династия                              | Выборы       | Особенности титула | Пр.           |
| Портрет | Имя (годы жизни)                                                             | Начало           | Окончание        | Династия                              | Выборы       | Особенности титула | Пр.           |
| --- | ---------------------------------------------------------------------------- | ---------------- | ---------------- | ------------------------------------- | ------------ | --- | ------------- |
| | Сигизмунд III (1520—1572) лит. Žygimantas III пол. Zygmunt II                | 1 июля 1569      | 7 июля 1572      | Ягеллоны пол. Jagiellonowie           | [ комм. 19 ] | король Польши, великий князь литовский пол. Król Polski, Wielki książę Litewski, лат. Rex Poloniae, Magnus dux Lithuaniae                                                      | [ 26 ] [ 23 ] |
| С 7 июля 1572 года по 21 февраля 1574 года — под управлением великого маршалка литовского Яна Иеронимовича Ходкевича (лит. Jonas Jeronimaitis Chodkevičius)        |                                                                              |                  |                  |                                       |              | |               |
| | Генрих (1551—1589) лит. Henrikas пол. Henryk фр. Henri III                   | 21 февраля 1574  | 19 июня 1574     | Валуа пол. Walezjusze фр. Valois      | 1573         | король Польши, великий князь литовский пол. Król Polski, Wielki książę Litewski, лат. Rex Poloniae, Magnus dux Lithuaniae король Франции фр. Roi de France, лат. Francorum Rex | [ 27 ] [ 28 ] |
| С 19 июня 1574 года по 1 мая 1576 года — повторно под управлением великого маршалка литовского Яна Иеронимовича Ходкевича (лит. Jonas Jeronimaitis Chodkevičius)   |                                                                              |                  |                  |                                       |              | |               |
| | Стефан (1533—1586) лит. Steponas пол. Stefan венг. István                    | 1 мая 1576       | 12 декабря 1586  | Батори пол. Batory венг. Báthoriak    | 1575         | король Польши, великий князь литовский пол. Król Polski, Wielki książę Litewski, лат. Rex Poloniae, Magnus dux Lithuaniae                                                      | [ 29 ] [ 30 ] |
| С 12 декабря 1586 года по 27 декабря 1587 года — под управлением великого маршалка литовского Альбрехта Радзивилла (лит. Albertas Radvila)                         |                                                                              |                  |                  |                                       |              | |               |
| | Сигизмунд IV (1566—1632) лит. Žygimantas IV пол. Zygmunt III швед. Sigismund | 27 декабря 1587  | 30 апреля 1632   | Вазы пол. Wazowie швед. Vasa          | 1587         | король Польши, великий князь литовский пол. Król Polski, Wielki książę Litewski, лат. Rex Poloniae, Magnus dux Lithuaniae король Швеции (1592—1599) швед. Kung av Sverige      | [ 31 ] [ 32 ] |
| С 30 апреля 1632 года по 6 февраля 1633 года — под управлением великого маршалка литовского Яна Станислава Сапеги (лит. Jonas Stanislovas Sapiega)                 |                                                                              |                  |                  |                                       |              | |               |
| | Владислав II (1595—1648) лит. Vladislovas II пол. Władysław IV               | 6 февраля 1633   | 20 мая 1648      | Вазы пол. Wazowie швед. Vasa          | 1632         | король Польши, великий князь литовский пол. Król Polski, Wielki książę Litewski, лат. Rex Poloniae, Magnus dux Lithuaniae                                                      | [ 33 ] [ 34 ] |
| С 20 мая 1648 года по 17 января 1649 года — под управлением великого маршалка литовского Александра Людвика Радзивилла (лит. Aleksandras Liudvikas Radvila)        |                                                                              |                  |                  |                                       |              | |               |
| | Ян I (1609—1672) лит. Jonas I пол. Jan II                                    | 17 января 1649   | 16 сентября 1668 | Вазы пол. Wazowie швед. Vasa          | 1648         | король Польши, великий князь литовский пол. Król Polski, Wielki książę Litewski, лат. Rex Poloniae, Magnus dux Lithuaniae                                                      | [ 35 ] [ 36 ] |
| С 16 сентября 1668 года по 29 сентября 1669 года — под управлением великого маршалка литовского Кшиштофа Завиши (лит. Kristupas Zaviša)                            |                                                                              |                  |                  |                                       |              | |               |
| | Михаил (1640—1673) лит. Mykolas пол. Michał                                  | 29 сентября 1669 | 10 ноября 1673   | Вишневецкие пол. Wiśniowieccy         | 1669         | король Польши, великий князь литовский пол. Król Polski, Wielki książę Litewski, лат. Rex Poloniae, Magnus dux Lithuaniae                                                      | [ 37 ] [ 38 ] |
| С 10 ноября 1673 года по 2 февраля 1676 года — под управлением великого маршалка литовского Александра Гилярия Полубинского (лит. Aleksandras Hilaris Palubinskis) |                                                                              |                  |                  |                                       |              | |               |
| | Ян II (1629—1696) лит. Jonas II пол. Jan III                                 | 2 февраля 1676   | 17 июня 1696     | Собеские пол. Sobiescy                | 1674         | король Польши, великий князь литовский пол. Król Polski, Wielki książę Litewski, лат. Rex Poloniae, Magnus dux Lithuaniae                                                      | [ 39 ] [ 40 ] |
| С 17 июня 1696 года по 15 сентября 1697 года — под управлением надворного маршалка литовского Александра Павла Сапеги (лит. Aleksandras Povilas Sapiega)           |                                                                              |                  |                  |                                       |              | |               |
| | Август II (1670—1733) пол. August II нем. Friedrich August I.                | 15 сентября 1697 | 16 февраля 1704  | Веттины пол. Wettynowie нем. Wettiner | 1697         | король Польши, великий князь литовский пол. Król Polski, Wielki książę Litewski, лат. Rex Poloniae, Magnus dux Lithuaniae курфюрст Саксонии нем. Kurfürst von Sachsen          | [ 41 ] [ 42 ] |
| С 16 февраля 1704 года по 4 октября 1705 года — повторно под управлением великого маршалка литовского Александра Павла Сапеги (лит. Aleksandras Povilas Sapiega)   |                                                                              |                  |                  |                                       |              | |               |
| | Станислав I (1677—1766) пол. Stanisław I                                     | 4 октября 1705   | 8 августа 1709   | Лещинские пол. Leszczyńscy            | 1704         | король Польши, великий князь литовский пол. Król Polski, Wielki książę Litewski, лат. Rex Poloniae, Magnus dux Lithuaniae                                                      | [ 43 ] [ 44 ] |
| | Август II (1670—1733) пол. August II нем. Friedrich August I.                | 8 августа 1709   | 1 февраля 1733   | Веттины пол. Wettynowie нем. Wettiner | [ комм. 25 ] | король Польши, великий князь литовский пол. Król Polski, Wielki książę Litewski, лат. Rex Poloniae, Magnus dux Lithuaniae курфюрст Саксонии нем. Kurfürst von Sachsen          | [ 41 ] [ 42 ] |
| С 1 февраля по 12 сентября 1733 года — в третий раз под управлением великого маршалка литовского Александра Павла Сапеги (лит. Aleksandras Povilas Sapiega)        |                                                                              |                  |                  |                                       |              | |               |
| | Станислав I (1677—1766) пол. Stanisław I                                     | 12 сентября 1733 | 28 июня 1734     | Лещинские пол. Leszczyńscy            | 1733         | король Польши, великий князь литовский пол. Król Polski, Wielki książę Litewski, лат. Rex Poloniae, Magnus dux Lithuaniae                                                      | [ 43 ] [ 44 ] |
| | Август III (1696—1763) пол. August III нем. Friedrich August II.             | 30 июня 1734     | 5 октября 1763   | Веттины пол. Wettynowie нем. Wettiner | 1733         | король Польши, великий князь литовский пол. Król Polski, Wielki książę Litewski, лат. Rex Poloniae, Magnus dux Lithuaniae курфюрст Саксонии нем. Kurfürst von Sachsen          | [ 45 ] [ 46 ] |
| С 5 октября 1763 года по 25 ноября 1764 года — под управлением великого маршалка литовского Игнацы Огинского (лит. Ignotas Oginskis)                               |                                                                              |                  |                  |                                       |              | |               |
| | Станислав II (1732—1798) пол. Stanisław II                                   | 25 ноября 1764   | 25 ноября 1795   | Понятовские пол. Poniatowscy          | 1764         | король Польши, великий князь литовский пол. Król Polski, Wielki książę Litewski, лат. Rex Poloniae, Magnus dux Lithuaniae                                                      | [ 47 ] [ 25 ] |

## Война за независимость (1918—1920)
Война за независимость (в литовской историографии также Борьба за свободу) — период в современной истории Литвы, являвшийся серией из трёх вооружённых конфликтов. Первый начался после поражения Германии в Первой мировой войне, когда в декабре 1918 года вооружённые формирования РСФСР вторглись в Литву с целью установить там советскую власть и вернуть контроль над регионом, утраченным по итогам Брестского мира с Германией, и завершился в августе 1919 года отступлением РККА из-за угрозы со стороны прогерманской белогвардейской Западной добровольческой армии (ЗДА) Павла Бермондта-Авалова. Второй конфликт развернулся на севере страны, когда в июле 1919 года части ЗДА (бермондтовцы), дислоцированные в Латвии, перешли границу и захватили северную часть Литвы, но были выбиты оттуда и к декабрю покинули территорию республики.
Наконец, третий конфликт являлся польско-литовской войной, начавшейся в апреле 1919 года с вторжения Польши в Восточную Литву и захватом её столицы — Вильно. При посредничестве Антанты польское наступление было остановлено, проведённой 26 июля демаркационной линией («линия Фоша»). Однако начавшиеся на фоне советско-польской войны 7 мая 1920 года переговоры между Литвой и РСФСР, заключённый 12 июля в Москве мирный договор с признанием последней независимости Литвы, последующее занятие 27 августа литовской армией Вильно и Сувалкии (находившейся после проведения 8 декабря 1919 года «линии Керзона» под польской оккупацией), а Советской Россией северо-восточной Польши, были расценены Польшей как союз двух государств в войне против неё, в связи с чем польские войска начали 22 сентября наступление в Сувалкии, отбросив оттуда литовские части за линию Керзона и вынудив РСФСР вывести войска из северо-восточной Польши. Хотя в Сувалках 7 октября было подписано соглашение о перемирии, 9 октября в Восточной Литве польский генерал Люциан Желиговский поднял «мятеж» и 12 октября провозгласил в Вильно пропольское марионеточное государство — Срединную Литву, которая вела боевые действия с Литовской Республикой до 21 ноября 1920 года.

### Государственный совет (1918—1919)
На фоне Февральской революции в России германские оккупационные власти в Литве обратились к национальным лидерам с предложением отделиться от России и присоединиться к Германии на автономной основе. В ответ литовские лидеры заявили немцам о необходимости «посоветоваться с народом». Так, 18—22 сентября 1917 года в Вильно прошла Литовская конференция, на которой была выдвинута идея о необходимости создать суверенное литовское государство, построенное на демократических принципах. Для осуществления этой цели 24 сентября был избран представительный орган — Совет Литвы (Литовская Тариба), который под давлением германских властей 11 декабря принял декларацию, открывавшую путь к присоединению оккупированных литовских земель к Германии. Декларация не нашла поддержки среди литовского населения, и 16 февраля 1918 года Совет издал Акт о независимости Литовской Республики (лит. Lietuvos Respublika), который, однако, был запрещён германскими властями, признавшими независимость Литвы 23 марта на основе декларации от 11 декабря 1917 года и начавшими подготовку к аннексии территории Литвы. Пытаясь воспрепятствовать этому, Совет (переименованный 11 июля 1918 года в Государственный) объявил Литву королевством и пригласил занять трон герцога Вильгельма фон Ураха, который так и не прибыл в страну. 2 ноября на фоне поражения Германии в Первой мировой войне Государственный совет отменил решение о создании королевства, отозвал приглашение монарха и принял первую временную конституцию.

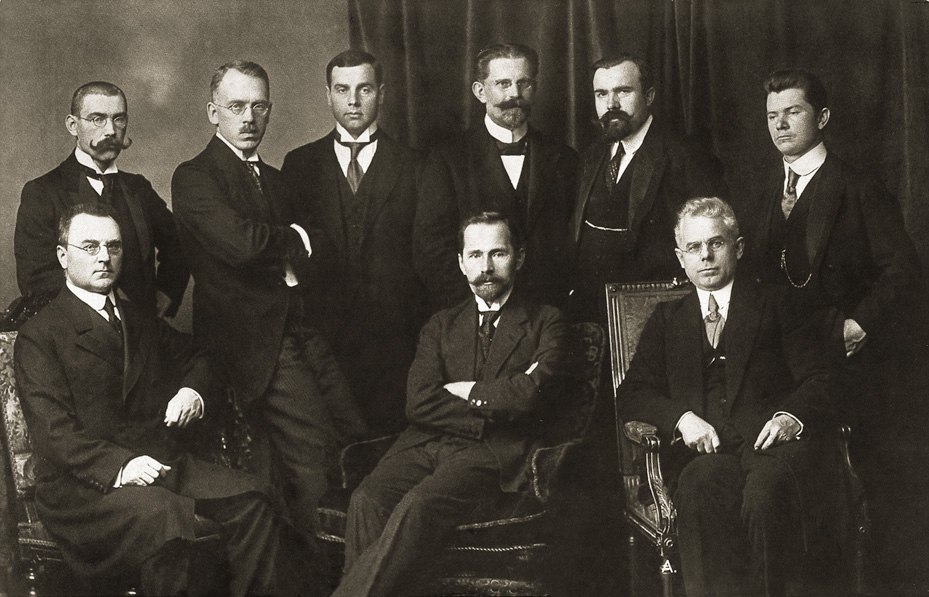
Государственный совет Литвы, октябрь 1918 года

11 ноября 1918 года был сформирован кабинет министров под руководством Аугустинаса Вольдемараса. К концу 1918 года под давлением оппозиции кабинет Вольдемараса распался, и 26 декабря был сформирован новый кабинет левой ориентации во главе с социал-демократом Миколасом Слежявичюсом. В начале 1919 года правительство пережило ряд кризисов, вызванных не только положением на фронте (Литва вела освободительную войну с соседними государствами), но и трениями с Государственным советом, где большинство составляли консерваторы и христианские демократы. 4 апреля разрозненным политическим силам удалось достигнуть компромисса при помощи принятия новой временной конституции, вводившей пост президента государства, которым был избран лидер Партии национального конгресса Антанас Сметона.
Курсивом и серым цветом выделены даты начала и окончания формального правления Миндовга II, приглашённого Государственным советом Литвы занять трон после провозглашения Литвы королевством, но не прибывшего в страну, которая фактически оставалась республикой.
|        | Портрет      | Имя (годы жизни)                                           | Полномочия    | Полномочия                                                                             | Партия                                       | Наименование должности                                                                          | Пр.           |
| Начало | Портрет      | Имя (годы жизни)                                           | Окончание     |                                                                                        | Партия                                       | Наименование должности                                                                          | Пр.           |
| ------ | ------------ | ---------------------------------------------------------- | ------------- | -------------------------------------------------------------------------------------- | -------------------------------------------- | ----------------------------------------------------------------------------------------------- | ------------- |
| —      |              | Антанас Сметона (1874—1944) лит. Antanas Smetona           | 23 марта 1918 | 11 июля 1918                                                                           | Партия национального прогресса               | Председатель Совета Литвы лит. Lietuvos Tarybos Pirmininkas                                     | [ 48 ] [ 49 ] |
| —      | 11 июля 1918 | Антанас Сметона (1874—1944) лит. Antanas Smetona           | 4 апреля 1919 | Председатель Государственного совета Литвы лит. Lietuvos Valstybės Tarybos Pirmininkas | Партия национального прогресса               |                                                                                                 | [ 48 ] [ 49 ] |
| —      |              | Миндовг II (1864—1928) лит. Mindaugu II нем. Mindaugas II. | 11 июля 1918  | 2 ноября 1918                                                                          | беспартийный                                 | Король Литвы лит. Lietuvos karalius нем. König von Litauen                                      | [ 50 ]        |
| и. о.  |              | Юстинас Стаугайтис (1866—1943) лит. Justinas Staugaitis    | 4 апреля 1919 | 6 апреля 1919                                                                          | Литовская христианско-демократическая партия | Вице-председатель Государственного совета Литвы лит. Lietuvos Valstybės Tarybos Vicepirmininkas | [ 51 ]        |
| и. о.  |              | Стасис Шилингас (1868—1952) лит. Stasys Šilingas           | 4 апреля 1919 | 6 апреля 1919                                                                          | Союз фермеров Литвы                          | Вице-председатель Государственного совета Литвы лит. Lietuvos Valstybės Tarybos Vicepirmininkas | [ 51 ]        |

### Литовская Советская Республика (1918—1919)
В ноябре 1918 года на фоне поражения Германии в Первой мировой войне РСФСР денонсировала Брест-Литовский мирный договор, признававший отторжение прибалтийских земель от России, после чего РККА вошла на территорию Литвы. 8 декабря на занятой Красной армией территории в Вильно было сформировано Временное революционное рабоче-крестьянское правительство Литвы во главе с Винцасом Мицкявичюсом-Капсукасом, провозгласившее 16 декабря Литовскую Советскую Республику (лит. Lietuvos Tarybų Respublika), альтернативную государству Тарибы и признанную РСФСР 22 декабря. В конце декабря польская армия заняла Вильно, советское правительство переехало в Двинск. Однако уже 5 января 1919 года советские войска вошли в Вильно и в течение месяца продвигались вглубь страны, заняв более половины территории Литовской Республики.
16 января 1919 года в Москве было принято решение объединить Советские Литву и Белоруссию в единое государство — Литовско-Белорусскую ССР («Литбел»). 27 февраля в Вильно прошёл объединённый съезд Коммунистической партии Литвы и Белоруссии, созданы единые Центральный исполнительный комитет (под руководством Казимира Циховского) и Совет народных комиссаров (вновь под председательством Мицкявичюса-Капсукаса), сформирована Литовско-Белорусская армия (путём реорганизации Западной армии РККА). Литбел служил буфером между Польшей и Россией. В апреле польские войска перешли в наступление, заняли Вильно и продолжали продвигаться по территории Литбела. К концу августа страна де-факто перестала существовать. 11 сентября правительство РСФСР предложило Тарибе начать переговоры, которые откладывались из-за опасности нападения белых формирований (бермондтовцев), вытесненных из Литвы к декабрю. 12 июля 1920 года в Москве был заключён мирный договор между Литовской Республикой и РСФСР, последняя признавала независимость Литвы.
|        | Портрет | Имя (годы жизни)                                                                                               | Полномочия      | Полномочия      | Партия                                      | Наименование должности | Пр.           |
| Начало | Портрет | Имя (годы жизни)                                                                                               | Окончание       |                 | Партия                                      | Наименование должности | Пр.           |
| ------ | ------- | --- | --------------- | --------------- | ------------------------------------------- | --- | ------------- |
|        |         | Винцас Мицкявичюс-Капсукас (1880—1935) лит. Vincas Mickevičius-Kapsukas (Викентий Семёнович Мицкевич-Капсукас) | 16 декабря 1918 | 27 февраля 1919 | Коммунистическая партия (большевиков) Литвы | Председатель Временного революционного рабоче-крестьянского правительства Литвы лит. Laikinosios Revoliucinės Lietuvos Darbininkų ir Vargingųjų Valstiečių Valdžios Pirmininkas | [ 52 ] [ 53 ] |

## Литовская Республика (до 1940)
Государственный совет Литвы, являвшийся представительным и законодательным органом власти в республике, просуществовал до марта 1920 года, после чего его полномочия перешли к избранному в апреле Учредительному сейму, начавшему работу 15 мая и утвердившему 2 июня новую временную конституцию. В 1922 году был принят земельный закон, перераспределявший крупные владения, в основном польских землевладельцев, вводилась национальная валюта — лит. Принятая 1 августа 1922 года постоянная конституция утвердила основы демократического государственного устройства Литвы, согласно которым законодательным органом страны становился Сейм; Учредительный сейм, выполнивший свою основную функцию (выработку конституции), распустился.
На выборах Сейма III созыва в мае 1926 года христианские демократы впервые не набрали парламентское большинство, перешедшее к левым партиям. Новое левоцентристское правительство стало проводить радикальные реформы: отменено военное положение, объявлена политическая амнистия, упразднялась цензура, расширялись права национальных меньшинств, готовилось отделение церкви от государства. Однако уже 17 декабря в стране произошёл военный переворот, власть перешла к правым, отменившим все реформы свергнутого правительства. В апреле 1927 года распущен Сейм, а введённая 11 февраля 1928 года конституция освободила институт президентства от власти парламента. В 1936 году запрещена деятельность всех политических партий, кроме правящего Литовского националистического союза, учреждён однопартийный Сейм. В 1938 году принята новая конституция, утвердившая в стране авторитарный режим Антанаса Сметоны.
После похода Красной армии на Польшу в сентябре 1939 года и занятия ею половины территории страны между Литвой и СССР 10 октября был подписан договор о взаимной помощи, по которому город Вильно с прилегающей к нему областью были переданы последним в состав Литвы. Правительство СССР, опасаясь втягивания Литвы во Вторую мировую войну на стороне нацистской Германии, решило осуществить превентивные меры. 25 мая 1940 года СССР обвинил Литву в формальном нарушении договора о взаимной помощи, и 14 июня председатель СНК Вячеслав Молотов вручил литовскому министру иностранных дел ультимативное требование о введении в Литву советских войск. На следующий день правительство Литвы приняло условия ультиматума; президент, выступавший против советских требований, покинул страну. В тот же день части РККА вступили на территорию Литвы. 16 июня было объявлено о формировании просоветского Народного правительства во главе с Юстасом Палецкисом, который 17 июня стал временным главой государства. В процессе советизации Литвы был избран Народный сейм, который на своём первом заседании 21 июля провозгласил создание Литовской Советской Социалистической Республики и направил просьбу принять страну в состав СССР.
Курсивом и серым цветом выделены даты начала и окончания полномочий премьер-министра Антанаса Меркиса, временно замещавшего отсутствовавшего в стране с 15 июня 1940 года президента Антанаса Сметоны, объявленного 16 июня ушедшим в отставку.
|                                              | Портрет         | Имя (годы жизни)                                                  | Полномочия             | Полномочия             | Партия                              | Выборы                                            | Наименование должности                                                                   | Пр.           |
| Начало                                       | Портрет         | Имя (годы жизни)                                                  | Окончание              |                        | Партия                              | Выборы                                            | Наименование должности                                                                   | Пр.           |
| -------------------------------------------- | --------------- | ----------------------------------------------------------------- | ---------------------- | ---------------------- | ----------------------------------- | ------------------------------------------------- | ---------------------------------------------------------------------------------------- | ------------- |
| 1 (I)                                        |                 | Антанас Сметона (1874—1944) лит. Antanas Smetona                  | 6 апреля 1919          | 19 июня 1920           | Партия национального прогресса      | 1919                                              | Президент государства лит. Valstybės Prezidentas                                         | [ 48 ] [ 49 ] |
| и. о.                                        |                 | Александрас Стульгинскис (1885—1969) лит. Aleksandras Stulginskis | 19 июня 1920           | 21 декабря 1922        | Союз фермеров Литвы                 | [ комм. 35 ]                                      | Исполняющий обязанности Президента Республики лит. Einąs Respublikos Prezidento pareigas | [ 54 ] [ 55 ] |
| 2                                            | 21 декабря 1922 | Александрас Стульгинскис (1885—1969) лит. Aleksandras Stulginskis | 7 июня 1926            | 1922                   | Союз фермеров Литвы                 | Президент Республики лит. Respublikos Prezidentas |                                                                                          | [ 54 ] [ 55 ] |
| С 7 по 8 июня 1926 года — должность вакантна |                 |                                                                   |                        |                        |                                     |                                                   |                                                                                          |               |
| 3                                            |                 | Казис Гринюс (1866—1950) лит. Kazys Grinius                       | 8 июня 1926            | 18 декабря 1926        | Социал-демократическая партия Литвы | 1926 (июнь)                                       | Президент Республики лит. Respublikos Prezidentas                                        | [ 56 ] [ 57 ] |
| и. о.                                        |                 | Йонас Стаугайтис (1868—1952) лит. Jonas Staugaitis                | 18 декабря 1926        | 19 декабря 1926        | Литовский народный союз крестьян    | [ комм. 38 ]                                      | Исполняющий обязанности Президента Республики лит. Einąs Respublikos Prezidento pareigas | [ 58 ] [ 59 ] |
| и. о.                                        |                 | Александрас Стульгинскис (1885—1969) лит. Aleksandras Stulginskis | 19 декабря 1926 (часы) | 19 декабря 1926 (часы) | Союз фермеров Литвы                 | [ комм. 38 ]                                      | Исполняющий обязанности Президента Республики лит. Einąs Respublikos Prezidento pareigas | [ 54 ] [ 55 ] |
| 1 (II—IV)                                    |                 | Антанас Сметона (1874—1944) лит. Antanas Smetona                  | 19 декабря 1926        | 11 декабря 1931        | Литовский националистический союз   | 1926 (декабрь)                                    | Президент Республики лит. Respublikos Prezidentas                                        | [ 48 ] [ 49 ] |
| 1 (II—IV)                                    | 11 декабря 1931 | Антанас Сметона (1874—1944) лит. Antanas Smetona                  | 12 декабря 1938        | 1931                   | Литовский националистический союз   |                                                   | Президент Республики лит. Respublikos Prezidentas                                        | [ 48 ] [ 49 ] |
| 1 (II—IV)                                    | 12 декабря 1938 | Антанас Сметона (1874—1944) лит. Antanas Smetona                  | 16 июня 1940           | 1938                   | Литовский националистический союз   |                                                   | Президент Республики лит. Respublikos Prezidentas                                        | [ 48 ] [ 49 ] |
| и. о.                                        |                 | Антанас Меркис (1887—1955) лит. Antanas Merkys                    | 15 июня 1940           | 16 июня 1940           | Литовский националистический союз   | [ комм. 40 ]                                      | Исполняющий обязанности Президента Республики лит. Einąs Respublikos Prezidento pareigas | [ 60 ] [ 61 ] |
| и. о.                                        | 16 июня 1940    | Антанас Меркис (1887—1955) лит. Antanas Merkys                    | 17 июня 1940           |                        | Литовский националистический союз   | [ комм. 40 ]                                      | Исполняющий обязанности Президента Республики лит. Einąs Respublikos Prezidento pareigas | [ 60 ] [ 61 ] |
| и. о.                                        |                 | Юстас Палецкис (1899—1980) лит. Justas Paleckis                   | 17 июня 1940           | 21 июля 1940           | Коммунистическая партия Литвы       | [ комм. 40 ]                                      | Исполняющий обязанности Президента Республики лит. Einąs Respublikos Prezidento pareigas | [ 62 ] [ 63 ] |

## Литовская ССР (1940—1990) в составе СССР
После ввода 15 июня 1940 года в Литву подразделений Красной Армии и назначения 16 июня просоветского правительства, 14 и 15 июля были проведены выборы в Народный сейм (лит. Liaudies Seimas), в которых участвовал единый и единственный список «Союз трудового народа» (лит. Darbo liaudies sąjunga).
На своём первом заседании 21 июля 1940 года Народный сейм провозгласил Литовскую Советскую Социалистическую Республику (лит. Lietuvos Tarybų Socialistinė Respublika) и направил просьбу принять страну в состав СССР. 3 августа Литва вошла в состав СССР как одна из союзных республик, 25 августа была принята новая конституция (по образцу Конституции СССР), утверждён новый высший однопалатный орган государственной власти — Верховный Совет Литовской ССР (лит. Lietuvos TSR Aukščiausioji Taryba), в который был преобразован Народный сейм. С июня 1941 года по июль 1944 года, в период немецкой оккупации Литвы, Верховный Совет и его органы работали в эвакуации в Москве. Согласно конституции 1940 года срок полномочий Верховного Совета составлял четыре года, а по конституции 1978 года — 5 лет. В период между сессиями функции высшего органа государственной власти осуществлял избираемый из числа депутатов Президиум во главе с председателем Президиума (лит. Aukščiausiosios Tarybos Prezidiumo Pirmininkas).
11 марта 1990 года Верховный Совет Литовской ССР принял «Акт о восстановлении независимости Литовского государства», по которому восстанавливались наименование страны «Литовская Республика» (лит. Lietuvos Respublika) и конституция 1938 года.
|           | Портрет         | Имя (годы жизни) | Полномочия           | Полномочия | Партия                                      | Наименование должности | Пр.           |
| Начало    | Портрет         | Имя (годы жизни) | Окончание            | | Партия                                      | Наименование должности | Пр.           |
| --------- | --------------- | --- | -------------------- | --- | ------------------------------------------- | --- | ------------- |
| (и. о.)   |                 | Юстас Палецкис (1899—1980) лит. Justas Paleckis (Юстас Игнович Палецкис)                                                | 21 июля 1940         | 25 августа 1940 | Коммунистическая партия (большевиков) Литвы | Исполняющий обязанности Президента Республики лит. Einąs Respublikos Prezidento pareigas                                                                          | [ 62 ] [ 63 ] |
| 4 (I—VI)  | 25 августа 1940 | Юстас Палецкис (1899—1980) лит. Justas Paleckis (Юстас Игнович Палецкис)                                                | 13 марта 1947        | Председатель Президиума Верховного Совета Литовской Советской Социалистической Республики лит. Lietuvos Tarybų Socialistinės Respublikos Aukščiausiosios Tarybos Prezidiumo Pirmininkas | Коммунистическая партия (большевиков) Литвы | | [ 62 ] [ 63 ] |
| 4 (I—VI)  | 13 марта 1947   | Юстас Палецкис (1899—1980) лит. Justas Paleckis (Юстас Игнович Палецкис)                                                | 27 апреля 1951       | Председатель Президиума Верховного Совета Литовской Советской Социалистической Республики лит. Lietuvos Tarybų Socialistinės Respublikos Aukščiausiosios Tarybos Prezidiumo Pirmininkas | Коммунистическая партия (большевиков) Литвы | | [ 62 ] [ 63 ] |
| 4 (I—VI)  | 27 апреля 1951  | Юстас Палецкис (1899—1980) лит. Justas Paleckis (Юстас Игнович Палецкис)                                                | 18 марта 1955        | Председатель Президиума Верховного Совета Литовской Советской Социалистической Республики лит. Lietuvos Tarybų Socialistinės Respublikos Aukščiausiosios Tarybos Prezidiumo Pirmininkas | Коммунистическая партия (большевиков) Литвы | | [ 62 ] [ 63 ] |
| 4 (I—VI)  | 18 марта 1955   | Юстас Палецкис (1899—1980) лит. Justas Paleckis (Юстас Игнович Палецкис)                                                | 23 апреля 1959       | Председатель Президиума Верховного Совета Литовской Советской Социалистической Республики лит. Lietuvos Tarybų Socialistinės Respublikos Aukščiausiosios Tarybos Prezidiumo Pirmininkas | Коммунистическая партия Литвы               | | [ 62 ] [ 63 ] |
| 4 (I—VI)  | 23 апреля 1959  | Юстас Палецкис (1899—1980) лит. Justas Paleckis (Юстас Игнович Палецкис)                                                | 19 апреля 1963       | Председатель Президиума Верховного Совета Литовской Советской Социалистической Республики лит. Lietuvos Tarybų Socialistinės Respublikos Aukščiausiosios Tarybos Prezidiumo Pirmininkas | Коммунистическая партия Литвы               | | [ 62 ] [ 63 ] |
| 4 (I—VI)  | 19 апреля 1963  | Юстас Палецкис (1899—1980) лит. Justas Paleckis (Юстас Игнович Палецкис)                                                | 15 апреля 1967       | Председатель Президиума Верховного Совета Литовской Советской Социалистической Республики лит. Lietuvos Tarybų Socialistinės Respublikos Aukščiausiosios Tarybos Prezidiumo Pirmininkas | Коммунистическая партия Литвы               | | [ 62 ] [ 63 ] |
| 5 (I—III) |                 | Мотеюс Шумаускас (1905—1982) лит. Motiejus Šumauskas (Мотеюс Юозович Шумаускас)                                         | 15 апреля 1967       | Председатель Президиума Верховного Совета Литовской Советской Социалистической Республики лит. Lietuvos Tarybų Socialistinės Respublikos Aukščiausiosios Tarybos Prezidiumo Pirmininkas | Коммунистическая партия Литвы               | 15 июля 1971 | [ 64 ] [ 65 ] |
| 5 (I—III) | 15 июля 1971    | Мотеюс Шумаускас (1905—1982) лит. Motiejus Šumauskas (Мотеюс Юозович Шумаускас)                                         | 18 июля 1975         | Председатель Президиума Верховного Совета Литовской Советской Социалистической Республики лит. Lietuvos Tarybų Socialistinės Respublikos Aukščiausiosios Tarybos Prezidiumo Pirmininkas | Коммунистическая партия Литвы               | | [ 64 ] [ 65 ] |
| 5 (I—III) | 18 июля 1975    | Мотеюс Шумаускас (1905—1982) лит. Motiejus Šumauskas (Мотеюс Юозович Шумаускас)                                         | 24 декабря 1975      | Председатель Президиума Верховного Совета Литовской Советской Социалистической Республики лит. Lietuvos Tarybų Socialistinės Respublikos Aukščiausiosios Tarybos Prezidiumo Pirmininkas | Коммунистическая партия Литвы               | | [ 64 ] [ 65 ] |
| 6 (I—III) |                 | Антанас Баркаускас (1917—2008) лит. Antanas Barkauskas (Антанас Стасевич Баркаускас)                                    | 24 декабря 1975      | Председатель Президиума Верховного Совета Литовской Советской Социалистической Республики лит. Lietuvos Tarybų Socialistinės Respublikos Aukščiausiosios Tarybos Prezidiumo Pirmininkas | Коммунистическая партия Литвы               | 10 апреля 1980 | [ 66 ] [ 67 ] |
| 6 (I—III) | 10 апреля 1980  | Антанас Баркаускас (1917—2008) лит. Antanas Barkauskas (Антанас Стасевич Баркаускас)                                    | 26 марта 1985        | Председатель Президиума Верховного Совета Литовской Советской Социалистической Республики лит. Lietuvos Tarybų Socialistinės Respublikos Aukščiausiosios Tarybos Prezidiumo Pirmininkas | Коммунистическая партия Литвы               | | [ 66 ] [ 67 ] |
| 6 (I—III) | 26 марта 1985   | Антанас Баркаускас (1917—2008) лит. Antanas Barkauskas (Антанас Стасевич Баркаускас)                                    | 18 ноября 1985       | Председатель Президиума Верховного Совета Литовской Советской Социалистической Республики лит. Lietuvos Tarybų Socialistinės Respublikos Aukščiausiosios Tarybos Prezidiumo Pirmininkas | Коммунистическая партия Литвы               | | [ 66 ] [ 67 ] |
| 7         |                 | Рингаудас-Бронисловас Сонгайла (1929—2019) лит. Ringaudas Bronislovas Songaila (Рингаудас-Бронисловас Игнович Сонгайла) | 18 ноября 1985       | Председатель Президиума Верховного Совета Литовской Советской Социалистической Республики лит. Lietuvos Tarybų Socialistinės Respublikos Aukščiausiosios Tarybos Prezidiumo Pirmininkas | Коммунистическая партия Литвы               | 7 декабря 1987 | [ 68 ] [ 69 ] |
| 8         |                 | Витаутас Астраускас (1930—2017) лит. Vytautas Astrauskas (Витаутас Стасевич Астраускас)                                 | 7 декабря 1987       | Председатель Президиума Верховного Совета Литовской Советской Социалистической Республики лит. Lietuvos Tarybų Socialistinės Respublikos Aukščiausiosios Tarybos Prezidiumo Pirmininkas | Коммунистическая партия Литвы               | 15 января 1990 | [ 70 ]        |
| 9         |                 | Альгирдас Бразаускас (1932—2010) лит. Algirdas Brazauskas (Альгирдас Миколас Бразаускас)                                | 15 января 1990       | Председатель Президиума Верховного Совета Литовской Советской Социалистической Республики лит. Lietuvos Tarybų Socialistinės Respublikos Aukščiausiosios Tarybos Prezidiumo Pirmininkas | Коммунистическая партия Литвы               | 11 марта 1990 | [ 71 ] [ 72 ] |
| 10        |                 | Витаутас Ландсбергис (1932—) лит. Vytautas Landsbergis (Витаутас Витаутасович Ландсбергис)                              | 11 марта 1990 (часы) | 11 марта 1990 (часы) | Литовское движение за перестройку           | Председатель Верховного Совета Литовской Советской Социалистической Республики лит. Lietuvos Tarybų Socialistinės Respublikos Aukščiausiosios Tarybos Pirmininkas | [ 73 ] [ 74 ] |

## После восстановления независимости (с 1990)
11 марта 1990 года Верховный Совет Литовской ССР принял «Акт о восстановлении независимости Литовского государства», по которому восстанавливались суверенитет и наименование страны — Литовская Республика (лит. Lietuvos Respublika). 6 сентября 1991 года независимость Литвы признал Государственный совет СССР. 2 ноября 1992 года вступила в силу новая конституция, восстановившая посты Президента Республики (лит. Respublikos Prezidentas) как главы государства и Премьер-министра (лит. Ministras Pirmininkas) как главы правительства (при этом до созыва 25 ноября нового Сейма фактически высшими государственными полномочиями продолжал обладать реорганизованный Верховный Совет Литовской Республики (лит. Lietuvos Respublikos Aukščiausioji Taryba) во главе с его председателем, которым остался Витаутас Ландсбергис).
|           | Портрет         | Имя (годы жизни)                                                          | Полномочия      | Полномочия                                        | Партия                                                 | Выборы                                            | Наименование должности                                                                                            | Пр.           |
| Начало    | Портрет         | Имя (годы жизни)                                                          | Окончание       |                                                   | Партия                                                 | Выборы                                            | Наименование должности                                                                                            | Пр.           |
| --------- | --------------- | ------------------------------------------------------------------------- | --------------- | ------------------------------------------------- | ------------------------------------------------------ | ------------------------------------------------- | --- | ------------- |
| (10)      |                 | Витаутас Ландсбергис (1932—) лит. Vytautas Landsbergis                    | 11 марта 1990   | 25 ноября 1992                                    | Литовское движение за перестройку                      | (1990)                                            | Председатель Верховного Совета Литовской Республики лит. Lietuvos Respublikos Aukščiausiosios Tarybos Pirmininkas | [ 73 ] [ 75 ] |
| и. о.     |                 | Альгирдас Бразаускас (1932—2010) лит. Algirdas Brazauskas                 | 25 ноября 1992  | 25 февраля 1993                                   | Демократическая партия труда Литвы                     | [ комм. 44 ]                                      | Исполняющий обязанности Президента Республики лит. Laikinai einantis Respublikos Prezidento pareigas              | [ 71 ] [ 76 ] |
| 11        | 25 февраля 1993 | Альгирдас Бразаускас (1932—2010) лит. Algirdas Brazauskas                 | 25 февраля 1998 | Демократическая партия труда Литвы → беспартийный | 1993                                                   | Президент Республики лит. Respublikos Prezidentas | | [ 71 ] [ 76 ] |
| 12 (I)    |                 | Валдас Адамкус (1926—) лит. Valdas Adamkus урожд. Вольдемарас Адамкавичюс | 26 февраля 1998 | 25 февраля 2003                                   | беспартийный                                           | Президент Республики лит. Respublikos Prezidentas | 1997—1998 | [ 77 ] [ 78 ] |
| 13        |                 | Роландас Паксас (1956—) лит. Rolandas Paksas                              | 26 февраля 2003 | 6 апреля 2004                                     | Либерально-демократическая партия Литвы → беспартийный | Президент Республики лит. Respublikos Prezidentas | 2002—2003 | [ 79 ] [ 80 ] |
| и. о.     |                 | Артурас Паулаускас (1953—) лит. Artūras Paulauskas                        | 6 апреля 2004   | 12 июля 2004                                      | Новый союз (социал-либералы)                           | [ комм. 45 ]                                      | Исполняющий обязанности Президента Республики лит. Laikinai einantis Respublikos Prezidento pareigas              | [ 81 ]        |
| 12 (II)   |                 | Валдас Адамкус (1926—) лит. Valdas Adamkus урожд. Вольдемарас Адамкавичюс | 12 июля 2004    | 12 июля 2009                                      | беспартийный                                           | 2004                                              | Президент Республики лит. Respublikos Prezidentas                                                                 | [ 77 ] [ 78 ] |
| 14 (I—II) |                 | Даля Грибаускайте (1956—) лит. Dalia Grybauskaitė                         | 12 июля 2009    | 12 июля 2014                                      | беспартийный                                           | 2009                                              | Президент Республики лит. Respublikos Prezidentė                                                                  | [ 82 ] [ 83 ] |
| 14 (I—II) | 12 июля 2014    | Даля Грибаускайте (1956—) лит. Dalia Grybauskaitė                         | 12 июля 2019    | 2014                                              | беспартийный                                           |                                                   | Президент Республики лит. Respublikos Prezidentė                                                                  | [ 82 ] [ 83 ] |
| 15 (I—II) |                 | Гитанас Науседа (1964—) лит. Gitanas Nausėda                              | 12 июля 2019    | 12 июля 2024                                      | беспартийный                                           | 2019                                              | Президент Республики лит. Respublikos Prezidentas                                                                 | [ 84 ] [ 85 ] |
| 15 (I—II) | 12 июля 2024    | Гитанас Науседа (1964—) лит. Gitanas Nausėda                              | действующий     | 2024                                              | беспартийный                                           |                                                   | Президент Республики лит. Respublikos Prezidentas                                                                 | [ 84 ] [ 85 ] |